# American Chopper 2: Full Throttle
American Chopper 2: Full Throttle é um jogo eletrônico baseado no programa televisivo American Chopper. O jogo foi lançado em 2005 para Game Cube, PlayStation 2, Xbox e Windows.